# Petruichthys
Genre
Petruichthys est un genre de poissons d'eau douce téléostéens de la famille des Nemacheilidae (ordre des Cypriniformes). Ces poissons sont des « loches de pierre » originaires d'Asie orientale.
Ce genre n'est désormais plus représenté depuis que l'espèce Petruichthys brevis (Boulenger, 1893) est acceptée sous le taxon Yunnanilus brevis (Boulenger, 1893).

## Classification
Le nom valide complet (avec auteur) de ce taxon est Petruichthys Menon, 1987.

## Publication originale
- (en) A. G. K. Menon, The fauna of India and the adjacent countries. Pisces, vol. 4 « Teleostei - Cobitoidea. Part 1. Homalopteridae », 259 pages, Calcutta.